# Camp de Hamburg-Steinwerder (Docks Stülcken)
 (octobre 2024).
Si vous disposez d'ouvrages ou d'articles de référence ou si vous connaissez des sites web de qualité traitant du thème abordé ici, merci de compléter l'article en donnant les références utiles à sa vérifiabilité et en les liant à la section « Notes et références ».

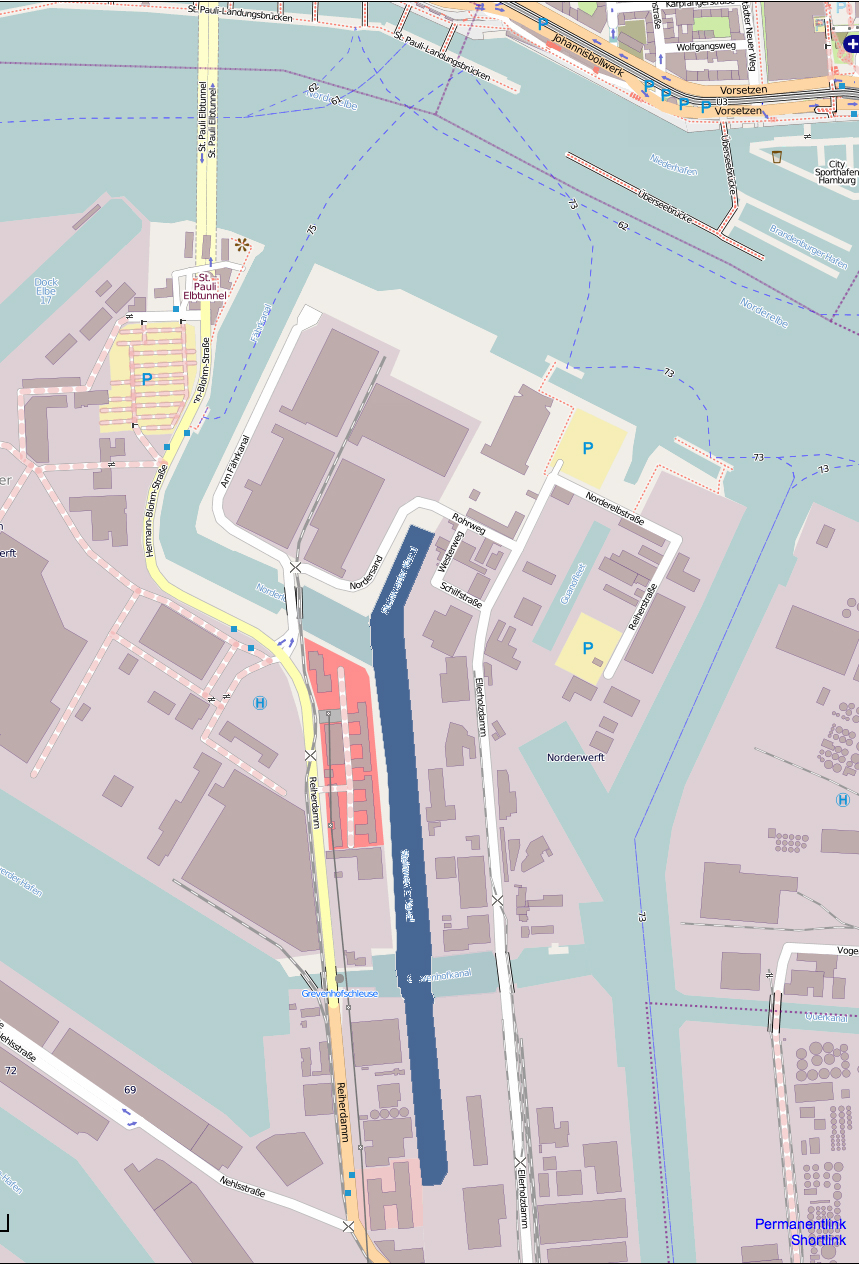
Localisation des chantiers navals sur le Steinwerder Kanal du port de Hambourg

Le camp de Hambourg-Steinwerder (Docks Stülcken) est une unité de travail forcé dépendant du camp de concentration de Neuengamme située sur le port de Hambourg et mise à la disposition du chantier naval Stülckenwerft. À partir de 1942, le cours de la guerre oblige l’Allemagne nazie à enrôler de nouvelles classes de conscrits qui laissent un vide dans les chaînes de production. Pour compenser ces pertes, les autorités mobilisent d’abord la population féminine, puis des travailleurs forcés étrangers, et finalement la population concentrationnaire. Moyennant finances, la SS organise la mise à disposition des déporté(e)s, soit en installant des entreprises à l'intérieur des camps de concentration, soit en détachant des unités de travail forcé dans des ateliers ou sur des chantiers (Kommandos extérieurs) . Sur la durée de la guerre, Neuengamme administre ainsi dans toute l'Allemagne et jusque dans les îles anglo-normandes, près de 90 Kommandos extérieurs (60 masculins et 24 féminins) qui restent rattachés à leur camp d'origine. La gestion de la main-d'œuvre concentrationnaire donne lieu à d'incessants transferts de détenu(e)s qui empêchent parfois de reconstituer un état des lieux précis des effectifs et des pertes.

## Création
En novembre 1944, la SS et la direction du chantier naval Stülckenwerft installent dans l’enceinte de l’entreprise un Kommando extérieur du camp de concentration de Neuengamme. Le 22 novembre, 250 juifs hongrois sont transportés par bateau vers le chantier naval. Ils y sont hébergés au quatrième étage dans une salle de gabarits de la chaudronnerie. L’installation se fait sous la responsabilité du SS-Oberscharführer August Reich qui confie ensuite le Kommando à son adjoint Arthur Zeise. Les kapos sont allemands et néerlandais.
Les déportés travaillent par équipes de jour et de nuit à la construction navale et surtout au déblaiement. Le travail est supervisé par des contremaîtres allemands.

## Évacuation
En avril 1945, la SS évacue le Kommando et transfère les détenus au camp de Sandbostel.